# 台湾地下电台
台湾地下电台是台灣未經合法申請、未獲得主管機關許可執照而播音的廣播電台。1990年代，地下電台開始興起，節目大多以批評時政為主。2000年後，政府開放小功率電台申請設立，部份地下電台因此合法化。

## 地下電台與台灣政治

### 戒嚴時期
戒嚴時代，國民黨政府主要扶植許多黨國色彩的廣播事業（如中國廣播公司、中央廣播電台、警察廣播電台等），而這些國民黨色彩的廣播業者壟斷了台灣當時的主要廣播頻道。直到1987年7月蔣經國政府解嚴之後，泛綠政團的影響力逐漸變得與泛藍勢力旗鼓相當，但台灣許多主流電台仍被泛藍勢力所把持；後來隨著黨外運動勢力的發展，許多黨外人士藉由地下電台公開地批評時政。這些地下電台相對以泛綠的政治立場居多，少數政治立場非偏向泛綠（由李承龍創辦、標舉反台獨路線的新思維廣播電台，以及涵蓋大台北地區的新黨之音，即是著例）。而這些偏泛綠的電台都集中在台灣中南部，形成泛綠鐵票區，並全時段以台語播出；另外，一些地下電台政論節目主持人也開放電話Call-in即時播送。

### 李登輝政府時期
1991年講古名嘴吳樂天成立「民主之聲」，1992年12月民主進步黨立法委員參選人張俊宏成立「全民電台」，開啟台灣地下電台與政治結合的先頁。1993年，國民黨李登輝政府開始逐步開放廣播頻道。
1994年7月30日凌晨，群眾之聲廣播電台等14家地下電台被行政院新聞局動員警力抄台，張金策因保護電台機具而被打傷。1994年8月1日上午，群眾之聲廣播電台等多家地下電台發動群眾向行政院與行政院新聞局抗議，警民激烈衝突；台獨左派人士兼群眾之聲廣播電台台長張金策因頭部受傷無法大聲發言，原本答應擔任抗議群眾指揮的民主進步黨前國民大會代表林重謨並未到場，另一位女性指揮被警民對峙場面驚嚇到難以言語，宣傳車上只剩張金策與擔任指揮的張金策助理林恕暉；多部地下電台宣傳車被警棍砸毀，華視新聞採訪車被抗議群眾推倒及燒毀，警民合計有一、二十人受傷，多人被送至國立臺灣大學醫學院附設醫院急診、住院治療。
1994年12月22日，台灣人力資源發展中心舉行「進軍新新人類：民進黨如何突破選票瓶頸」座談會，民主進步黨立法委員葉菊蘭、民進黨主席施明德特別助理兼中央研究院社會科學研究所研究員林忠正、淡江大學資訊研究所所長莊淇銘與TVBS主持人魚夫一致表示，從本年的省市長暨省市議員選舉觀察，民進黨台獨黨綱不必然是新新人類的「票房毒藥」；但是，民進黨堅持使用台語傳播台獨理念，是造成民進黨與新新人類隔閡的主要因素；若要吸收年輕選票，民進黨首先必須改變「非台語不用」的心態。莊淇銘說，由於國民黨執政下的台灣教育將新新人類的意識型態塑造成中华民族主义，恐怕需要花費十年甚至二十年才能「自我解毒」；他也認為，媒體壟斷與受執政當局控制，是民進黨與台獨理念難以突破困境的因素；加上新新人類不慣用台語，即使透過地下電台及第四台傳播，新新人類仍然不瞭解台獨意涵，台獨一旦被抹黑就很難翻身。

### 陳水扁政府時期
2002年3月，民進黨陳水扁政府首度對地下電台採取最嚴厲的取締行動，一個月取締49台次；當時臺灣160多家地下電台，只有30家電台以「跑帶」方式勉強續播，其餘幾乎都停播；但在地下電台業者多次到立法院陳情請願後，立法院會議通過決議，要求行政院暫緩取締地下電台、盡快開放廣播頻道讓未立案的電台業者提出申請，使地下電台死灰復燃。2004年3月19日三一九槍擊案導致連戰與宋楚瑜在2004年中華民國總統選舉敗選，連宋陣營將敗選原因歸咎於台灣中南部地下電台散播不實言論，再度讓地下電台問題浮上檯面。2004年6月20日，交通部電信總局為配合行政院新聞局輔導地下電台合法化計畫，提出3項頻率釋出方案，不開放申設全國性大功率電台，僅開放小功率電台、或小功率及中功率電台搭配開放，預計最多可成立181家新電台。
2004年8月，行政院新聞局局長林佳龍提出無線廣播頻譜重整政策，他宣稱這是「把餅做大」，部分中廣占用的頻道將釋出，長期占用卻經營不善的公營電台整併後也會釋出部分資源，預計可以增加一百餘個頻道，進一步把頻譜重整後，許多長期經營卻無法取得執照的地下電台業者就可以經過輔導申請使用，這些地下電台也會在規定的低功率（LPFM）區段使用，不會像現在因為欠缺規畫、頻譜凌亂而導致地下電台四處流竄干擾其他電台頻道的品質。但林佳龍的構想引來外界抨擊是「警總復辟」、讓地下電台「就地合法」。林佳龍私下坦承，地下電台背後政治勢力確實複雜，「而且藍綠立委都有，複雜的程度令人難以想像」。林佳龍的恩師胡佛曾任行政院新聞局無線廣播審議委員會召集人，他質疑，地下電台並非取締不了，問題在於政府有沒有決心取締地下電台，「地下電台的器材多半很簡陋，地點也容易查緝，不但容易抓，就算抓之後又出現，就繼續再抓，這不是個難以解決的問題」。 
2005年10月，台獨左派人士楊碧川抨擊：2000年陳水扁政府上台前，國民黨政府掃蕩地下電台最嚴厲的方式，也就是電台被罰款、負責人被起訴判刑而已；令他詫異的是，陳水扁政府上台後，竟然是釜底抽薪地以抄台手段掃蕩地下電台。曾在陳水扁政府上台前經常在地下電台講史的楊碧川怒斥：「民進黨（陳水扁政府）執政前，我一年的演講、出書的收入可達（新台幣）十萬至二十萬元；民進黨執政後，我反而沒有收入！」然而這些被政府點名的小電台，由於多被泛綠勢力所把持的關係，在泛綠「捍衛本土政權」的政治正確壓力下，對政府掃蕩小電台的政策多半敢怒不敢言。海洋之聲廣播電台台北台長期被陳水扁政府抄台，台北台台長廖述炘遂於2008年4月2日自焚身亡。國立東華大學教授施正鋒是早期台灣地下電台名嘴，他說，國民黨政府時代，他曾經在傍晚有固定主持的地下電台節目，最後節目被停播，「不可言喻的理由是批評民進黨、而不是國民黨政府」；民進黨執政後，地下電台不願意得罪當道，除非清楚要評論的對象是誰。
2006年6月15日，由於台灣南部地下電台散播刺殺國民黨主席馬英九之「刺馬」言論，高雄地檢署搜索地下電台，查獲「打狗英雄」等三個地下電台頻道，節目主持人盧家蓁、施荳荳及洪健二被依違反《電信法》移送高雄地檢署，偵訊後均以新台幣兩萬元交保。前台灣團結聯盟國民大會代表戴榮聖說，確有聽眾call-in到他主持的電台節目說要拿鐵耙「伺候」馬英九，也有人揚言要「犧牲小我、完成大我」刺馬，但都被他制止。前行政院顧問黃萬閎是施荳荳之夫，也主持電台節目的他說，節目中從未散播刺馬言論，聽眾call-in時難免會有些激動言詞，有人說「用槍消滅馬英九太慢，要用大砲」、也有人連講三次「槍斃陳水扁」，這都只是聽眾宣洩情緒的說法而已。2006年6月16日，民進黨文宣部主任蔡煌瑯聲援散播刺馬言論的地下電台，他說，「鄉下純樸婦女」用閩南語說「要用鋤頭對付馬英九」，只不過是一種情緒發洩，程度根本不能與「泛藍網站、統派電台」常有的「用汽油彈攻擊總統府」等煽動言論相比；檢警搜索散播刺馬言論的地下電台，「是不成比例處罰、扼殺自由聲音」。 
2007年1月2日，民進黨立委林濁水說，民進黨中央黨部不但沒對地下電台點名十一寇事件加以疏導，反而加以背書，會讓民進黨「穩死」。同日，民進黨副秘書長蔡煌瑯回應，地下電台發起的行動是支持者自主性行為，與民進黨中央無關，林濁水的指控是嚴重誤解；民進黨中央也是被支持者監督的對象，對於林濁水要求黨中央疏導地下電台一事，他感到很無奈。
2007年5月17日，由近百家台灣地下電台組成的「台灣先進科技傳播管理協會」秘書長李文華說，該會前身是「全國未立案電台聯盟」，也有深綠政論節目主持人加入，大家默契是不介入政治運作；但是現在深綠的主持人在民進黨內各扶其主，該會毫無約束力，但該會成員都未加入抵制十一寇的行動。
2007年5月27日，世代論壇執行長周奕成說：「這次（2007年）民進黨內立委初選，親綠媒體介入很深，並不令人意外；因為自1991年地下電台興起，海外台獨學者回台組成台教會，民進黨已把意識形態外包了。以前是從政者做理論，如許信良、林濁水和謝長廷等；現在地下電台和名嘴用強烈的民粹語言訴求群眾，使得政治領導者逐漸喪失理論論述能力。民進黨政黨部門與理論論述脫勾，和論述被外人壟斷，是民進黨面臨的危機之一。」
2007年6月16日，曾任自立報系及中評社記者的新聞工作者鄒麗泳說，打著「台灣人的電視台」、「台灣人的電台」或「台灣人的報紙」之類口號的「本土媒體」，介入2007年民主進步黨總統提名選舉，各擁其主，成為特定參選人的啦啦隊；本土媒體談話性節目，品質江河日下，「李濤化」愈來愈明顯，言論單一性、立場極端。

### 馬英九政府時期
2009年1月，厦门大学台湾研究院教授孙云说，早期的台湾地下电台可以挑战媒体霸权、为弱势群体发声，“这也是本土势力的一种诉求，他们期待公平”，多元化的声音促进了台湾民主的发展；如今，极端的言语在台湾社会大量充斥，现在的台湾地下电台反而演变为民主的破坏力量，“本土性诉求，本没有错；但被台独绑架了，沦为纯粹的选战工具，就走向反面了”。
2009年2月3日，國立中山大學教授陳茂雄說：「獨派人士認定：『綠營所以會失敗，是因為媒體與教育居劣勢，造成台灣人的台灣意識不強；只要多辦媒體，就可以教化人民。』他們沒有想到：2000年以前，親綠媒體非常少；民進黨執政之後，因西瓜效應，親綠媒體才逐漸增加；到了2008年總統大選前，親綠媒體達到最高峰，立委選戰及總統大選綠營反而大敗。將敗選的因素歸之於媒體，是太墮落的說詞；綠營應該反省：有100萬以上的選民在2004年支持民進黨，到2008年卻變卦，這到底是什麼原因？……綠營的『先知』是褪色了。在戒嚴時期，『先知』的確教導民眾國家主權與民主的概念。可是現在資訊發達，民眾所知道的未必比『先知』少；『先知』不知道自己已經褪色了，還用30年前的方式教導民眾，他們只在深綠的圈圈打轉，對綠營的政治版圖的擴張毫無幫助，對內鬥卻發揮相當大的威力。」
2013年8月21日，陳茂雄在他回覆台灣教授協會會長呂忠津的電子郵件中說：「2012年總統大選前，《自由時報》的閱報率超過《中國（時報）》及《聯合（報）》兩報的總和，《蘋果（日報）》又加入批馬（英九）的行列，在平面媒體方面綠營居於優勢。在電視媒體方面，只有中天（電視）及TVBS挺馬，其他都是反馬，綠營更具有優勢。廣播電台更不用說，只有綠營才有政治性節目；藍營電台只做置入性行銷，不會赤裸裸地表態政治語言，但其效果遠大於綠營電台。2012年的總統大選，綠營強勢媒體對選情完全沒有影響力，為什麼？因為綠營媒體已扮演政黨的附庸，與《中央日報》的角色完全一樣，缺乏公信力。一般民眾對親綠媒體的感覺，就像看《中央日報》一樣，不會相信，更沒有影響力。除了《中央日報》外，親藍媒體還會出現批馬英九的言論，其公信力當然遠高於《中央日報》及親綠媒體。」
2015年2月9日，國立清華大學退休教授彭明輝說，台灣社會的進步有一部分應該歸功於民進黨，因為民進黨人在黨外運動時期通過地下電台提高許多民眾的民主素養；民進黨開始墮落的那一天起，他們也停止開發及散播進步思想，「而只會製造工農與軍公教的對立，用洗腦和謊言鞏固政權與板塊」。2015年12月28日，彭明輝補充，「黨外時期的先進們花了許多心力在教育選民，以致於計程車司機個個變成能言善道的傳教士；民進黨的律師世代對選票的興趣遠高於教育選民，甚至用愚民手法綁架一大堆深綠與淺綠的鐵票，才使得進步的力量變成腐敗的力量。」

### 蔡英文政府時期
2017年4月14日，國家通訊傳播委員會（NCC）選在本月14日下班後派人送公文要求中廣於該日24點停播音樂網與寶島網，引發爭議。2017年4月15日，旅遊作家兼廣播節目主持人溫士凱說：「台灣的悲哀，可以因為一個有藉口的政治因素，輕易地毀掉人民『聽』的權利；儘管節目做得再好、再努力、有內容、有文化，都抵不過政治的幾張嘴。而最難過的是，賣藥的、口水政治的地下電台，可以明目張膽地大做節目、蓋頻道、賺黑心錢；反而努力做好節目、陪伴人民數十年的有執照公眾電台，一張紙，半夜說『關頻道』，就消失在空中。」國民黨臺北市議員王欣儀質疑，地下電台都沒事，還能繼續賣藥製造洗腎患者，「黨政軍退出媒體的結果，換來的卻是更加獨裁暴行」。
2019年2月3日，旅居台灣的日本作家本田善彥形容，台灣南部地下電台「長年來一天到晚邊賣假藥、邊散播假消息，老早已達到『信者恆信，不信者恆不信』的無我境界」。
2021年11月29日，產經新聞社台北支局長兼中華電視公司政論節目《三國演議》主持人矢板明夫宣稱，聽其友人說，“現在台灣中南部有很多地下電台都被中國大陸收買，不斷攻擊民進黨”。
2024年6月17日，韓粉「挺韓五虎將」之一「貼紙哥」黃建豪表示，民進黨的政治活動是每分每秒的，台灣南部的地下電台每天都在放送，網路宣傳每天都在進行，一點一滴蠶食、滲透；民進黨真的最懂政治操作，用民主包裝獨裁，讓人不知不覺每天吃下糖衣毒藥。

## 现状
地下電台的角色隨著台灣時政變化而有不小的改變。早年台灣的地下電台因為台灣邁入解嚴，為了宣揚自己所屬或傾向的黨派之理念，開設了許多政論性節目。但隨著台灣民主政治漸趨成熟，以及1990年代後期至2005年，台灣開放更多的頻率給民間經營，其中有不少是早年偏向泛綠的廣播電台，例如台北市寶島新聲廣播電台與綠色和平電台。因此，台灣不少的地下電台為了求生存，陸續轉型成只播純賣藥或是綜藝性質的節目；而不少台語節目為了擴大節目涵蓋範圍，除了找合法的廣播電台外，也會找地下電台合作聯播節目。
2010年2月開始，國家通訊傳播委員會陸續針對全台各地之地下電台進行取締動作，2010年年中時，南部地區的地下電台數量已剩個位數。台灣的地下電台，在通傳會長時間、不定期的取締之下，漸漸式微。有些只有在地下電台主持的主持人會向合法電台購買時段，但也有許多主持人因此消失廣播圈。
2016年5月30日，無黨籍臺南市議員梁順發在質詢臺南市政府衛生局副局長林碧芬時說，他在2015年10月臺南市議會市政總質詢時公開揭露善化區「愛鄉地下電台」違法賣藥，賣藥廣告誇大療效，要求衛生局取締；但迄今過了七個月，衛生局全無動靜，該台業者甚至自稱臺南市政府「地下秘書長」，令人質疑衛生局涉嫌與該台勾結。林碧芬強調，衛生局已於2015年12月對該台4則違法賣藥廣告總計罰款新臺幣23萬元，目前仍在監測該台，若再觸法即開罰。